# Ana Marcela Cunhaová
Ana Marcela Jesus Soares da Cunhaová (* 23. března 1992 Salvador) je brazilská dálková plavkyně. Stala se olympijskou vítězkou na desetikilometrové trati na hrách v Tokiu roku 2021. Krom toho má pět zlatých z mistrovství světa, čtyři z 25 kilometrové tratě, jedno z pětikilometrové. Celkem má ze světových šampionátů jedenáct cenných kovů. Je homosexuálně orientována a zasnoubená s brazilskou reprezentantkou ve vodním pólu Dianou Ablaovou.